# 蒼棘花鮨
蒼棘花鮨，又稱蒼棘花鱸，為輻鰭魚綱鱸形目鱸亞目鮨科的其中一種，分布於澳洲海域，棲息深度約220公尺，體長可達7.6公分，生活在大陸坡，為底棲性魚類，屬肉食性，生活習性不明。

## 擴展閱讀
維基物種上的相關：蒼棘花鮨